# Nicole Block
Nicole Block (30 de julio de 1989) es una actriz y modelo chilena. Se hizo conocida por actuar en las telenovelas El camionero y Tranquilo papá.

## Carrera
Block debutó como actriz en 2016 con la telenovela El camionero (2016–2017), producida y transmitida por la cadena de televisión pública TVN. En 2017, se unió al elenco de la telenovela Tranquilo papá (2017–2018), creada y escrita por el actor y guionista chileno Rodrigo Bastidas, donde interpreta a Fernanda Aldunate como su primer papel importante en televisión. En 2023, Block participó en el programa de telerrealidad Tierra brava, y fue eliminada tras perder una dura prueba contra una de las participantes.

## Vida personal
Block se casó con el músico chileno Juan Cristóbal Meza el 5 de mayo de 2018. A finales de enero de 2021, Block reveló que había puesto fin a su matrimonio con Juan Cristóbal Meza. Sin embargo, la pareja quiso darse una segunda oportunidad y retomaron su relación volviendo a vivir juntos y sometiéndose a terapia. Pero la relación no prosperó y el divorcio se produjo a finales de 2021.

## Filmografía
| Año       | Título         | Papel             | Notas                     |
| --------- | -------------- | ----------------- | ------------------------- |
| 2016–2017 | El camionero   | Noemí Cárdenas    |                           |
| 2017–2018 | Tranquilo papá | Fernanda Aldunate |                           |
| 2023      | Tierra brava   | Ella misma        | Programa de telerrealidad |